# Rush Hour 2
Rush Hour 2 ist eine US-amerikanische Action-Komödie von Brett Ratner aus dem Jahr 2001, in der Chris Tucker und Jackie Chan erneut als Detective Carter und Inspektor Lee aufeinandertreffen. Es handelt sich um die Fortsetzung von Rush Hour. Eine weitere Fortsetzung erschien 2007 unter dem Titel Rush Hour 3.

## Handlung
Als in der US-amerikanischen Botschaft in Hongkong eine Bombe explodiert und zwei Zollfahnder tötet, die dem organisierten Verbrechen auf der Spur waren, ist der entspannte Urlaub von Inspektor Lee und seinem Freund und Kollegen James Carter zu Ende. Mit einer List lockt Lee Carter in eine Gangsterbar, um Nachforschungen anzustellen. Als Carter dahinterkommt, ist er ziemlich angefressen. Dann explodiert in Lees Büro eine Bombe, woraufhin man James Carter für tot hält. Dieser aber erkundet derweil Hongkong auf seine eigene Art und Weise und hat mit so allerlei Schwierigkeiten zu kämpfen. Dennoch findet er heraus, dass der chinesische Gangsterboss Ricky Tan und seine „rechte Hand“ Hu Li die Verantwortung für den Bombenanschlag tragen. Während einer Party auf der Yacht des Immobilientycoons Steven Reign lernt Carter die Undercoveragentin Isabella Molina kennen. Sie ermittelt für den Secret Service im Umfeld von Reign, der sich als Partner Ricky Tans herausstellt. Tan bittet Lee um Hilfe, den Triaden zu entkommen. Er wird aber scheinbar kurz darauf von Li erschossen. Daher beschließen auch Carter und Lee, die Ermittlungen auf Reign zu konzentrieren und gelangen nach Los Angeles. Hier erfahren die beiden von Molina, dass Reign und die Triaden Millionen an Falschgeld drucken konnten und dies über ein Kasino Reigns in Las Vegas waschen wollen. Bei der Eröffnung des Kasinos versucht Lee, die Druckplatten zu beschlagnahmen, wird aber von Li und ihren Leuten überwältigt und kann von Molina nur knapp vor der Hinrichtung bewahrt werden. Dadurch muss diese allerdings ihre Tarnung aufgeben und es kommt zum Showdown. Reign versucht mit den Druckplatten zu entkommen, wird aber vom noch lebenden Ricky Tan erstochen. Kurz darauf stirbt auch dieser sowie Hu Li im Kampf mit Lee und der Fall ist aufgeklärt.
Zum Ende des Films offenbart Carter, dass er einen Teil des Falschgeldes durch Glücksspiel waschen konnte und bietet Lee einen Trip nach New York (zu Isabella) an. Nach kurzem Zögern nimmt dieser an.

## Synchronisation
Die Synchronisation übernahm die FFS Film- & Fernseh-Synchron in Berlin, nach einem Dialogbuch und unter der Dialogregie von Oliver Rohrbeck.
| Rolle                  | Darsteller      | Synchronsprecher  |
| ---------------------- | --------------- | ----------------- |
| Chief Inspector Lee    | Jackie Chan     | Stefan Gossler    |
| Detective James Carter | Chris Tucker    | Torsten Michaelis |
| Ricky Tan              | John Lone       | Bernd Vollbrecht  |
| Hu Li                  | Zhang Ziyi      | Anna Carlsson     |
| Isabella Molina        | Roselyn Sánchez | Ghadah Al-Akel    |
| Steven Reign           | Alan King       | Gerhard Paul      |
| Agent Sterling         | Harris Yulin    | Otto Mellies      |
| Captain Chin           | Kenneth Tsang   | Bodo Wolf         |
| Kenny                  | Don Cheadle     | Stefan Fredrich   |

## Rezeption

### Kritiken
„Actionkomödie nach einem im ersten Teil (‚Rush Hour‘, 1998) erfolgreich erprobten Muster, dem kaum neue Aspekte hinzugefügt werden. Dennoch besonders dank der sympathischen Hauptdarsteller leidlich unterhaltsam.“

„Wie bereits in dem überaus erfolgreichen Rush Hour (ebenfalls unter der Regie von Brett Ratner) wird auch hier wieder mächtig und wunderbar choreografiert geprügelt, was das Zeug hält. Witzige Sprüche, gutes Timing und exzellente Action sorgen trotz dürftiger Story für ausgelassene Unterhaltung.“

„‚Rush Hour 2‘ ist ein solide gemachtes Action-Buddy-Movie, das aber nur selten richtig witzig ist (…) und von seiner Story her nur wenig zu bieten hat. Es verlässt sich vielmehr voll und ganz auf das sympathische Hauptdarsteller-Duo, das aber auch nicht mehr zu seiner Form aus Teil 1 zurückfindet bzw. im Falle von Chris Tucker sogar weit über sein Ziel hinausschießt und nur noch nervt.“

### Einspielergebnis
Der Film konnte bei einem Budget von etwa 90 Millionen US-Dollar ein Einspielergebnis von rund 347 Millionen US-Dollar erzielen.

### Auszeichnungen (Auswahl)
- 2002: BMI Film Music Award für Lalo Schifrin
- 2002: Bogey Award
- 2002: Blimp Award in der Kategorie Favorite Male Action Hero für Jackie Chan, Favorite Male Movie Star für Chris Tucker, Favorite Movie
- 2002: MTV Movie Award in der Kategorie Best Fight für Chris Tucker und Jackie Chan gegen die Hong Kong Gang.
- 2002: Teen Choice Award in der Kategorie Film – Choice Actor, Comedy für Chris Tucker
- 2002: Taurus Award in der Kategorie Best Fight, Best Highwork und Best Speciality Stunt
- Die Deutsche Film- und Medienbewertung FBW in Wiesbaden verlieh dem Film das Prädikat wertvoll.[8]

## Fortsetzung
Der dritte Teil der Rush-Hour-Filmreihe erschien 2007 unter dem Titel Rush Hour 3.

## Trivia
- Laut Audio-Kommentar des Regisseurs wurde die Anfangsszene vom Film Der Mann mit der Todeskralle inspiriert.
- Im Film kommt eine Yacht sowie ein Kasino namens Red Dragon vor. Nach diesem Film führte Brett Ratner im darauffolgenden Jahr Regie im Film Red Dragon (deutscher Titel Roter Drache).
- Als Kulisse für das Kasino „Red Dragon“ diente das kurz vor dem Abriss stehende Desert Inn am Las Vegas Strip.
- Schauspielerin Zhang Ziyi konnte kein Englisch und musste Anweisungen des Regisseurs übersetzt bekommen. Sie spricht im ganzen Film auch nur drei Wörter Englisch: „some apple?“ und „out!“.
- Der Film wurde in einer gemeinsamen Werbeaktion von United Airlines und dem Hong Kong Tourism Board bereits vor seiner eigentlichen Weltpremiere am 3. August 2001 auf einem Flug von Los Angeles nach Hong Kong am 26. Juli 2001 gezeigt.